# NGC 5526-1
NGC 5526-1 is een spiraalvormig sterrenstelsel in het sterrenbeeld Grote Beer. Het hemelobject werd op 17 april 1789 ontdekt door de Duits-Britse astronoom William Herschel.

## Synoniemen
- UGC 9115
- IRAS 14122+5800
- MCG 10-20-85
- FGC 1733
- ZWG 295.40
- KCPG 421B
- PGC 50832